# UEFA EURO 2012予選・グループC
このページは、UEFA EURO 2012予選のグループCの結果をまとめたものである。このグループは、イタリア、エストニア、セルビア、スロベニア、北アイルランド、フェロー諸島の6カ国・地域からなる。
1位チームはそのままUEFA EURO 2012本大会出場が決まる。2位の9か国のうち成績が最も上位の国も予選を通過。残る2位の8か国が2か国ずつ4組に分かれホーム・アンド・アウェーでのプレーオフを行い、勝利した4か国が予選を通過した。

## 順位表
| チーム         | 試 | 勝 | 分 | 敗 | 得 | 失 | 差  | 点 |
| -------------- | -- | -- | -- | -- | -- | -- | --- | -- |
| イタリア       | 10 | 8  | 2  | 0  | 20 | 2  | +18 | 26 |
| エストニア     | 10 | 5  | 1  | 4  | 15 | 14 | +1  | 16 |
| セルビア       | 10 | 4  | 3  | 3  | 13 | 12 | +1  | 15 |
| スロベニア     | 10 | 4  | 2  | 4  | 11 | 7  | +4  | 14 |
| 北アイルランド | 10 | 2  | 3  | 5  | 9  | 13 | −4  | 9  |
| フェロー諸島   | 10 | 1  | 1  | 8  | 6  | 26 | −20 | 4  |

| チーム  | チーム         | AWAY         | AWAY           | AWAY         | AWAY           | AWAY               | AWAY             |
| チーム  | チーム         | イタリアの旗 | エストニアの旗 | セルビアの旗 | スロベニアの旗 | 北アイルランドの旗 | フェロー諸島の旗 |
| ------- | -------------- | ------------ | -------------- | ------------ | -------------- | ------------------ | ---------------- |
| H O M E | イタリア       | X            | 3-0            | 3-0          | 1-0            | 3-0                | 5-0              |
| H O M E | エストニア     | 1-2          | X              | 1-1          | 0-1            | 4-1                | 2-1              |
| H O M E | セルビア       | 1-1          | 1-3            | X            | 1-1            | 2-1                | 3-1              |
| H O M E | スロベニア     | 0-1          | 1-2            | 1-0          | X              | 0-1                | 5-1              |
| H O M E | 北アイルランド | 0-0          | 1-2            | 0-1          | 0-0            | X                  | 4-0              |
| H O M E | フェロー諸島   | 0-1          | 2-0            | 0-3          | 0-2            | 1-1                | X                |

## 競技日程と結果
競技日程は、2010年3月8日にセルビア・ベオグラードで行われたミーティングによって決定された。

| 2010年8月11日 20:00 (UTC+3) |

| エストニア                      | 2 - 1    | フェロー諸島        |
| サーグ 90+1分 · ピーロヤ 90+3分 | レポート | エドムンドソン 28分 |

| ア・ル・コック・アレーナ (タリン) 観客数: 5,470人 主審: アンテ・ヴチェミロヴィッチ＝シムノヴィッチ |

| 2010年9月3日 18:00 (UTC+1) |

| フェロー諸島 | 0 - 3    | セルビア                                                |
|              | レポート | ラゾビッチ 14分 · スタンコビッチ 18分 · ジギッチ 90+1分 |

| トースヴェリュール (トースハウン) 観客数: 1,847人 主審: アルベール・トゥーサン |

| 2010年9月3日 21:30 (UTC+3) |

| エストニア    | 1 - 2    | イタリア                        |
| ゼニョフ 31分 | レポート | カッサーノ 60分 · ボヌッチ 63分 |

| ア・ル・コック・アレーナ (タリン) 観客数: 8,600人 主審: カルロス・ベラスコ・カルバージョ |

| 2010年9月3日 20:45 (UTC+2) |

| スロベニア | 0 - 1    | 北アイルランド    |
|            | レポート | C.エヴァンス 70分 |

| スタディオン・リュドスキ・ヴルト (マリボル) 観客数: 12,000人 主審: クリスティアン・バライ |

| 2010年9月7日 20:30 (UTC+2) |

| セルビア      | 1 - 1    | スロベニア            |
| ジギッチ 86分 | レポート | ノヴァコヴィッチ 63分 |

| スタディオン・ツルヴェナ・ズヴェズダ (ベオグラード) 観客数: 24,028人 主審: オレガリオ・ベンケレンサ |

| 2010年9月7日 20:50 (UTC+2) |

| イタリア                                                                                    | 5 - 0    | フェロー諸島 |
| ジラルディーノ 11分 · デ・ロッシ 22分 · カッサーノ 27分 · クアリャレッラ 81分 · ピルロ 90分 | レポート |              |

| スタディオ・アルテミオ・フランキ (フィレンツェ) 観客数: 19,266人 主審: アレクセイ・クルバオフ |

| 2010年10月8日 20:30 (UTC+2) |

| セルビア      | 1 - 3    | エストニア                                                   |
| ジギッチ 60分 | レポート | キンク 63分 · ヴァシリエフ 73分 · ルコヴィッチ 90+1分 (o.g.) |

| スタディオン・パルチザーナ (ベオグラード) 観客数: 12,000人 主審: マクシム・ラユシュキン |

| 2010年10月8日 19:45 (UTC+1) |

| 北アイルランド | 0 - 0    | イタリア |
|                | レポート |          |

| ウィンザー・パーク (ベルファスト) 観客数: 15,200人 主審: トニー・シャプロン |

| 2010年10月8日 20:45 (UTC+2) |

| スロベニア                                                                   | 5 - 1    | フェロー諸島        |
| マタヴジュ 25分, 36分, 66分 · ノヴァコヴィッチ 72分 (pen.) · デディッチ 84分 | レポート | モーリツェン 90+3分 |

| スタディオン・ストジツェ (リュブリャナ) 観客数: 15,750人 主審: スタニスラフ・トドロフ |

| 2010年10月12日 16:00 (UTC+1) |

| フェロー諸島  | 1 - 1    | 北アイルランド    |
| ホルスト 60分 | レポート | ラファーティ 76分 |

| スヴェカスカール (トフティール) 観客数: 1,921人 主審: シリル・ジマーマン |

| 2010年10月12日 21:30 (UTC+3) |

| エストニア | 0 - 1    | スロベニア               |
|            | レポート | シドレンコフ 66分 (o.g.) |

| ア・ル・コック・アレーナ (タリン) 観客数: 5,722人 主審: トミー・シェルヴェン |

| 2010年10月12日 20:50 (UTC+2) (21:30に順延) |

| イタリア | 3 - 0 没収試合 | セルビア |
|          | レポート       |          |

| スタディオ・ルイジ・フェッラーリス (ジェノヴァ) 主審: クレイグ・トムソン |

| 2011年3月25日 20:30 (UTC+1) |

| セルビア                          | 2 - 1    | 北アイルランド  |
| パンテリッチ 65分 · トシッチ 74分 | レポート | マコーリー 40分 |

| スタディオン・ツルヴェナ・ズヴェズダ (ベオグラード) 観客数: 350人1 主審: セルジュ・ギュミニー |

| 2011年3月25日 20:45 (UTC+1) |

| スロベニア | 0 - 1    | イタリア    |
|            | レポート | モッタ 73分 |

| スタディオン・ストジツェ (リュブリャナ) 観客数: 15,790人 主審: フェリックス・ブリヒ |

| 2011年3月29日 21:30 (UTC+3) |

| エストニア        | 1 - 1    | セルビア          |
| ヴァシリエフ 84分 | レポート | パンテリッチ 38分 |

| ア・ル・コック・アレーナ (タリン) 観客数: 5,185人 主審: バス・ネイハイス |

| 2011年3月29日 19:45 (UTC+1) |

| 北アイルランド | 0 - 0    | スロベニア |
|                | レポート |            |

| ウィンザー・パーク (ベルファスト) 観客数: 14,200人 主審: ビョルン・カイペルス |

| 2011年6月3日 18:30 (UTC+1) |

| フェロー諸島 | 0 - 2    | スロベニア                                     |
|              | レポート | マタヴジュ 29分 · バルドヴィンソン 47分 (o.g.) |

| スヴェカスカール (トフティール) 観客数: 974人 主審: オリヴァー・ドラフタ |

| 2011年6月3日 20:50 (UTC+2) |

| イタリア                                          | 3 - 0    | エストニア |
| ロッシ 21分 · カッサーノ 39分 · パッツィーニ 68分 | レポート |            |

| スタディオ・アルベルト・ブラーリア (モデナ) 観客数: 19,434人 主審: アレクサンドル・トゥドール |

| 2011年6月7日 19:30 (UTC+1) |

| フェロー諸島                                 | 2 - 0    | エストニア |
| ベンヤミンセン 43分 (pen.) · A.ハンセン 47分 | レポート |            |

| スヴェカスカール (トフティール) 観客数: 1,715人 主審: アンティ・ムヌッカ |

| 2011年8月10日 19:45 (UTC+1) |

| 北アイルランド                                         | 4 - 0    | フェロー諸島 |
| ヒューズ 5分 · デイヴィス 66分 · マッコート 71分, 87分 | レポート |              |

| ウィンザー・パーク (ベルファスト) 観客数: 13,183人 主審: エミル・アレコヴィッチ |

| 2011年9月2日 19:45 (UTC+1) |

| フェロー諸島 | 0 - 1    | イタリア        |
|              | レポート | カッサーノ 11分 |

| トースヴェリュール (トースハウン) 観客数: 5,654人 主審: ボグナール・タマーシュ |

| 2011年9月2日 20:45 (UTC+2) |

| スロベニア      | 1 - 2    | エストニア                               |
| マタヴジュ 78分 | レポート | ヴァシリエフ 29分 (pen.) · プーリェ 81分 |

| スタディオン・ストジツェ (リュブリャナ) 観客数: 15,480人 主審: シュテファン・シュトゥーダー |

| 2011年9月2日 19:45 (UTC+1) |

| 北アイルランド | 0 - 1    | セルビア          |
|                | レポート | パンテリッチ 67分 |

| ウィンザー・パーク (ベルファスト) 観客数: 15,148人 主審: トーマス・アインヴァラー |

| 2011年9月6日 20:30 (UTC+2) |

| セルビア                                                     | 3 - 1    | フェロー諸島        |
| ヨヴァノヴィッチ 6分 · トシッチ 22分 · クズマノヴィッチ 69分 | レポート | ベンヤミンセン 37分 |

| スタディオン・パルチザーナ (ベオグラード) 観客数: 7,500人 主審: アルマン・アミルハニャン |

| 2011年9月6日 21:30 (UTC+3) |

| エストニア                                                | 4 - 1    | 北アイルランド       |
| ヴンク 28分 · キンク 32分 · ゼニョフ 59分 · サーグ 90+3分 | レポート | ピーロヤ 40分 (o.g.) |

| ア・ル・コック・アレーナ (タリン) 観客数: 8,660人 主審: ダニエル・ストールハンマー |

| 2011年9月6日 20:45 (UTC+2) |

| イタリア          | 1 - 0    | スロベニア |
| パッツィーニ 85分 | レポート |            |

| スタディオ・アルテミオ・フランキ (フィレンツェ) 観客数: 18,000人 主審: スヴェイン・オッドヴァル・モエン |

| 2011年10月7日 19:45 (UTC+1) |

| 北アイルランド  | 1 - 2    | エストニア                     |
| デイヴィス 22分 | レポート | ヴァシリエフ 77分 (pen.), 84分 |

| ウィンザー・パーク (ベルファスト) 観客数: 12,604人 主審: マヌエル・グラフェ |

| 2011年10月7日 20:45 (UTC+2) |

| セルビア              | 1 - 1    | イタリア       |
| イヴァノヴィッチ 26分 | レポート | マルキジオ 1分 |

| スタディオン・ツルヴェナ・ズヴェズダ (ベオグラード) 観客数: 35,000人 主審: ペドロ・プロエンサ |

| 2011年10月11日 20:45 (UTC+2) |

| イタリア                                       | 3 - 0    | 北アイルランド |
| カッサーノ 21分, 53分 · マコーリー 74分 (o.g.) | レポート |                |

| スタディオ・アドリアティコ (ペスカーラ) 観客数: 19,480人 主審: アントニオ・マテウ・ラオス |

| 2011年10月11日 20:45 (UTC+2) |

| スロベニア        | 1 - 0    | セルビア |
| ヴルシッチ 45+1分 | レポート |          |

| スタディオン・リュドスキ・ヴルト (マリボル) 観客数: 9,848人 主審: フランク・デ・ブレーケル |

## ノート
1. ↑  2010年10月12日に行われたイタリア対セルビアの一戦は一部セルビアサポーターの暴動により試合開始7分で中止されたため、同29日にイタリアが3-0で勝利したという扱いにすることが発表された。[1]
2. ↑  セルビアサポーターの妨害行為によって試合開始後6分で試合が中止され、没収試合扱い (0-3でイタリアの勝利)となった。この件で、FIFAはセルビアに対して1試合の本拠地無観客試合処分と罰金12万ユーロ (約1300万円)を科す裁定を下した。一方、イタリアには罰金10万ユーロ (約1100万円)を科すとした。さらに、セルビアファンに対し今後の欧州選手権予選での敵地での試合のチケット購入自粛を命じた[14]。また双方とも今後2年間に同様の事態が発生した場合は無観客試合処分を1試合増やすとした。しかしアイリッシュ・フットボール・アソシエーションはFIFAの決定に抗議し、UEFAは200人の北アイルランドサポーターに限り入場を許可した
[15]。また、セルビアファンに対し今後の欧州選手権予選での敵地での試合のチケット購入自粛を命じた[14]